# Hệ thống Đại học ASEAN

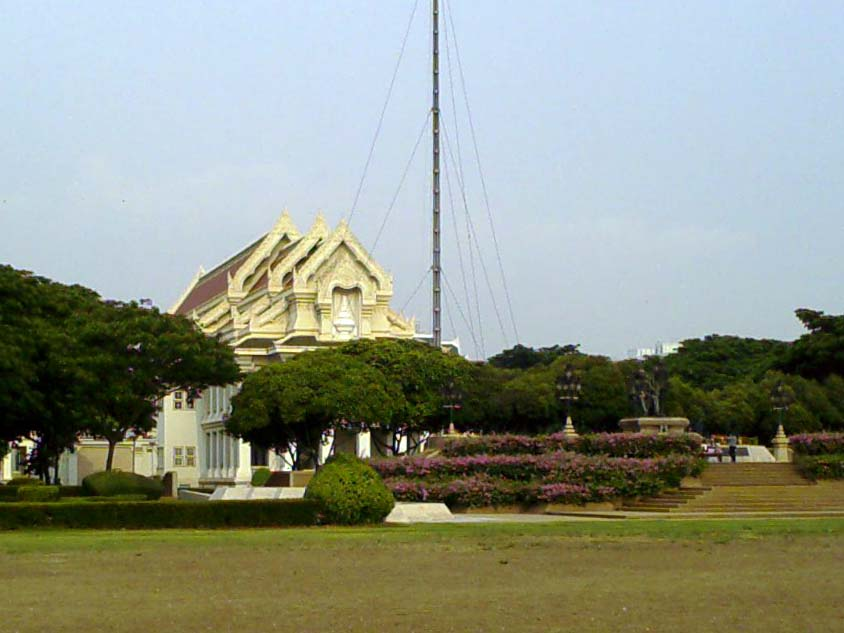
Đại học Chulalongkorn, Thái Lan

Hệ thống Đại học ASEAN (The ASEAN University Network) được thành lập tháng 11 năm 1995 bời các nước thành viên ASEAN bao gồm 13 viện đại học và trường đại học. Sau khi ASEAN mở rộng theo Hiến chương ASEAN năm 1997 và 1999, hệ thống ngày càng được mở rộng. Tính tới ngày 30 tháng 7 năm 2013, tổng số thành viên đã lên đến con số 30 trường đại học.

## Cấu trúc
Hệ thống Đại học ASEAN (AUN) bao gồm 31 trường đại học trong 10 quốc gia thành viên ASEAN. AUN bao gồm một Hội đồng quản trị từ các trường đại học tham gia, Ban thư ký AUN. Hội đồng Quản trị bao gồm một đại diện từ mỗi nước thành viên ASEAN, Tổng thư ký ASEAN, Chủ tịch tiểu ban ASEAN về giáo dục (ASCOE) và Giám đốc điều hành của AUN. Hội đồng quản trị có nhiệm vụ xây dựng chính sách, phê duyệt đề xuất dự án, phân bổ ngân sách và phối hợp hoạt động thực hiện. Hội đồng quản trị đưa ra quyết định về các hoạt động trên cơ sở đồng thuận. Các trường đại học tham gia có nhiệm vụ thực hiện các chương trình và các hoạt động AUN.
Khi AUN được thành lập vào năm 1995, nó bao gồm mười ba trường đại học từ bảy quốc gia. Sau khi Myanmar, Lào và Campuchia gia nhập ASEAN,hệ thống đã tăng lên 21 thành viên. Mặc dù rất nhiều các ứng dụng cho các thành viên đã được nhận, nó đã được quyết định chỉ thừa nhận các trường đại học từ các nước thành viên mới.
Ban thư ký AUN tham gia vào việc lập kế hoạch, tổ chức, giám sát và đánh giá các hoạt động AUN và cũng trong sự phát triển của những ý tưởng mới và việc mua lại tài trợ. Văn phòng thường trực của Ban thư ký được thành lập năm 2000 và nằm trong khuôn viên của Đại học Chulalongkorn ở Bangkok. Các chi phí hoạt động của Ban thư ký (ít nhất cho đến năm 2005) được Chính phủ Thái Lan tài trợ.

## Sự phát triển
Hệ thống Đại học ASEAN nổi lên từ một ý tưởng đầy tham vọng của các nhà lãnh đạo ASEAN và Tiểu ban ASEAN về giáo dục (ASCOE) để thiết lập một trường đại học ASEAN. Một năm sau khi ý tưởng này đã được đưa ra, nó trở nên rõ ràng rằng điều này sẽ trình bày quá nhiều vấn đề liên quan đến kinh phí, địa điểm và lãnh đạo. Vì vậy, vào năm 1994, nó đã được quyết định rằng việc thành lập một mạng lưới các tổ chức hiện hành sẽ là khả thi hơn. Trong những năm đầu (1995-1999), AUN chủ yếu tập trung vào việc chia sẻ kiến thức và kinh nghiệm và trên sinh viên quy mô nhỏ và trao đổi nhân viên. Từ năm 1999, các hoạt động hợp tác trở nên phức tạp hơn với các chương trình như phát triển chương trình giảng dạy chung, hợp tác trong lĩnh vực CNTT và thành lập các tiểu mạng. Đây không chỉ là trường hợp đối với hợp tác nội khối ASEAN mà còn cho các hoạt động với các đối tác đối thoại.
Điều này cũng dẫn đến việc thành lập một ban thư ký thường trú tại Bangkok tháng 3 năm 2000. Mặc dù có tồn tại một ban thư ký từ năm 1997, Ban thư ký này chỉ là tạm thời. Với Văn phòng thường trực cũng đã gia tăng tài trợ cho ban thư ký. Ngoài các chi phí hoạt động cho Ban thư ký AUN, cũng làm hỗ trợ tài chính cho các hoạt động AUN tăng đáng kể từ năm 1999. Ngoài tăng trưởng về tài chính, dự án cũng đã trở thành toàn diện hơn. Đặc biệt, chương trình đảm bảo chất lượng AUN có mục tiêu rất tham vọng. Điều này cũng có thể hình thành một bước ngoặt trong ý nghĩa là thông qua các dự án như vậy tất cả các thành viên của các trường đại học tham gia sẽ bị ảnh hưởng. Nhiều người trong số các hoạt động hiện tại đang tập trung vào cá nhân cụ thể của các trường đại học, và nhiều học sinh khác và nhân viên không được tham gia vào các hoạt động không quen thuộc với AUN và các hoạt động của nó. Hầu hết các sàn giao dịch và các cuộc tụ họp ví dụ, mặc dù thành công, đã rất khiêm tốn trong tác động của nó trên các trường đại học như một toàn thể. Một lời giải thích cho điều này nằm trong nhân vật từ trên xuống của các hoạt động, với sự tham gia cao của các trường đại học (và ở một số nước chỉ có sự tham gia khiêm tốn của khoa.

## Danh sách hiện tại của Hệ thống Đại học ASEAN
| Quốc gia          | Tên trường | Địa phương                                                                             |
| ----------------- | --- | -------------------------------------------------------------------------------------- |
| Brunei Darussalam | - Đại học Brunei Darussalam | - Bandar Seri Begawan                                                                  |
| Campuchia         | - Đại học Hoàng gia Phnôm Pênh - Đại học Kinh tế và Luật Hoàng gia                                                                           | - Phnom Penh - Phnom Penh                                                              |
| Indonesia         | - Đại học Indonesia - Đại học Gadjah Mada - Viện Công nghệ Bandung - Đại học Airlangga                                                       | - Jakarta - Yogyakarta - Bandung - Surabaya                                            |
| Lào               | - Đại học Quốc gia Lào | - Vientiane                                                                            |
| Malaysia          | - Đại học Malaya - Đại học Sains Malaysia - Đại học Kebangsaan Malaysia - Đại học Utara Malaysia - Đại học Putra Malaysia                    | - Kuala Lumpur - Gelugor, Penang - Bangi, Selangor - Sintok, Kedah - Serdang, Selangor |
| Myanmar           | - Đại học Yangon - Đại học Công nghệ Yangon - Học viện Kinh tế Yangon                                                                        | - Yangon - Yangon - Yangon                                                             |
| Philippines       | - Đại học Ateneo de Manila - Đại học De La Salle - Đại học Philippines                                                                       | - Quezon - Manila - Quezon                                                             |
| Singapore         | - Đại học Quốc gia Singapore - Đại học Công nghệ Nanyang - Đại học Quản lý Singapore                                                         | - Singapore - Singapore - Singapore                                                    |
| Thái Lan          | - Đại học Assumption (Thái Lan) - Đại học Burapha - Đại học Chulalongkorn - Đại học Mahidol - Đại học Chiang Mai - Đại học Prince of Songkla | - Chonburi - Bangkok - Nakhon Pathom - Chiang Mai - Songkla                            |
| Việt Nam          | - Đại học Quốc gia Hà Nội - Đại học Quốc gia Thành phố Hồ Chí Minh - Đại học Cần Thơ                                                         | - Hà Nội - Thành phố Hồ Chí Minh - Cần Thơ                                             |